# Спрощення груп приголосних у праслов'янській мові
Спрощення груп приголосних — фонетичне явище в історії праслов'янської мови. Викликана тенденцією до висхідної артикуляції, зокрема, дією закону відкритого складу. Більшість складових процесу відбулися ще на праслов'янському етапі, але окремі (перехід *dl > *l) — уже в добу сильної діалектної роздрібненості праслов'янської мови.

## Суть явища
Відповідно до закону відкритого складу кількість груп приголосних була в праслов'янській мові вельми обмеженою. До них належали, насамперед, сполучення приголосного з попереднім глухим або дзвінким сибілянтом (*s, *z) або сполучення приголосного з наступним сонорним (*m, *l, *r) чи з губним *v. Наприклад, *sněgъ, *znati, *slьza, *světъ, *myslь, *vesna, *nesti, *jesmь, *teplъ, *teklъ, *veprь, *mǫdrъ, *igra, *bratъ, *dobrъ, *větrъ, *trava, *xlěbъ, *kvasъ.
Усі інші сполучення приголосних суперечили закону відкритого складу, тому зазнавали спрощення. Ці зміни були переважно двох типів: 1) зникав один з приголосних, зазвичай попередній проривний; 2) попередній проривний переходив у сибілянт.

### Групи приголосних із наступним *t
Сполуки *pt, *bt, *vt, *tt і *dt переходили в *t:
- Сполука *pt:
  - пра-і.є. *nĕptī- > прасл. *nерtьjь, староцерк.-слов. нетии > укр. нети («племінник»), рос. нетии, серб. не̏ħа̑к, чеськ. net', пол. nieć;
  - пра-і.є. *tĕptĕi̯  > прасл. *tepti > староцерк.-слов. тети > укр. тепти, болг. те́пам, серб. тѐпсти, чеськ. tepati; *p, можливо, збереглося під впливом *toptati (топтати).
- Сполука *vt:
  - пра-і.є. *gʷīu̯tĕi̯ > прасл. *živti > староцерк.-слов. жити, укр. жити, рос. жить, біл. жыць, чеськ. žíti, пол. żyć, але укр. живу.
- Сполука *bt:
  - пра-і.є. *dŏlbʰtŏm > прасл. *dolbto > *dolpto > *dolto > староцерк.-слов. длато, укр. долото́, рос. долото́, болг. длето́, чеськ. dláto, пол. dɫóto, але укр. довбати;
  - пра-і.є. *grĕbʰtĕi̯ > прасл. *grebti > *grepti > *greti > староцерк.-слов. грети, укр. гребти́, рос. грести́, болг. греба́, чеськ. hřésti, пол. grześć.

Сполуки *tt і *dt переходили в *st:
- Сполука *tt:
  - пра-і.є. *mĕttĕi̯ > прасл. *mesti > староцерк.-слов. мести, укр. мести́, рос. мести́, чеськ. mésti, пол. mieść, але укр. мету, болг. мета́;
  - пра-і.є. *gnĕttĕi̯ > прасл. *gnesti > староцерк.-слов. гнести, укр. гнести́, рос. гнести́, чеськ. hnésti, пол. gnieść, але укр. гнету.
- Сполука *dt:
  - пра-і.є. *sēdtĕi̯ > прасл. *sěsti > староцерк.-слов. сѣсти, укр. сíсти, рос. сесть, пол. siąść, але укр. сядеш;
  - пра-і.є. *u̯ĕdtĕi̯ > прасл. *vesti > староцерк.-слов. вести, укр. вести́, рос. вести́, чеськ. vésti, пол. wieść, але укр. веду, болг. веда́;
  - пра-і.є. *dōdtĭ > прасл. *dastь > староцерк.-слов. дасть, укр. дасть, рос. даст, але укр. дадуть;
  - пра-і.є. *ēdtĕi̯ > прасл. i̯ĕsti > староцерк.-слов. ѩсти > укр. їсти, рос. есть, болг. ям, пол. jem, але укр. їдять.
- Сполука (*gt >) *kt:
- Групи *kt і *gt мали двояку зміну. Перед голосними непереднього ряду вони переходили в *t:
  - пра-і.є. *plĕktō (пор. лат. plecto) > прасл. *plektǫ > староцерк.-слов. плетѫ, укр. плету́, рос. плету́, болг. плета́, пол. plotę;
  - пра-і.є. *lĕktātĕi̯ > прасл. *lěktati > староцерк.-слов. лѣтати, укр. літати, рос. летать, чеськ. létati;
  - пра-і.є. *pĕnkt- (пор. лит. penktas) > прасл. *pętъ > староцерк.-слов. пѩть, укр. п'ять, біл. пяць, рос. пять, чеськ. pět, пол. pięć;
  - пра-і.є. *nĕktŏ-pūro > прасл. *nektopyrь > староцерк.-слов. нетопырь, укр. нетопир, рос. нетопырь, болг. нетопи́р, пол. nietoperz.
- Якщо сполучення знаходилися перед голосними переднього ряду, діяла перша палаталізація:
  - пра-і.є. *nŏktĭs > прасл. *noč' > староцерк.-слов. ношть, укр. ніч, біл. ноч, рос. ночь, болг. нощ, чеськ. nос;
  - пра-і.є.  *mŏgtĭ > прасл. *moč' > староцерк.-слов. мошти, заст. укр. мочи «могти», рос. мочь, чеськ. mосi, але укр. можу, болг. мо́га.

### Групи приголосних із наступним *s
Групи *bs, *ps, *ts, *ds і *ss переходили в *s:
- Сполука *bs:
  - пра-і.є.  *bʰĕs > прасл. *bsъtъ > *psъtъ > староцерк.-слов. сътъ > рос. со́ты «стільники», болг. сът;
  - пра-і.є.  *grēbʰsŏm > прасл. *grěbsъ > *grěpsъ > староцерк.-слов. грѣсъ аор. 1 ос. одн.
- Сполука *ps:
  - пра-і.є. *u̯ŏpsā > прасл. *opsa > староцерк.-слов. оса, укр. оса́, рос. оса́, болг. оса́, чеськ. vosa, пор. лит. vapsa;
  - пра-і.є.  *kĕrpsŏm > прасл. *čerpsъ > староцерк.-слов. *черсъ аор. 1 ос. одн.
- Сполука *ts:
  - пра-і.є. *kītk̂lŏm > прасл. *čitslo > староцерк.-слов. число, укр. число́, рос. число́, чеськ. číslo, але укр. читати;
  - прасл. *čitsъ > староцерк.-слов. *чисъ аор. 1 ос. одн.
- Сполука *ds:
  - пра-і.є. *dādsĕi̯ > прасл. *dasi > староцерк.-слов. даси, укр. даси, рос. даш, але укр. дадуть;
  - пра-і.є. *kŏndsŏ- > прасл. *kǫdsъ > староцерк.-слов. кѫсъ, укр. кус, рос. кус, чеськ. kus, пол. kęs.

Сполучення *ks
Зміна групи *ks могла бути різною. Якщо за нею йшов інший приголосний, то проривний *k зникав (*kst > *st), але якщо наступним був голосний, то відбувався перехід *kst > *kx > *x.

### Групи приголосних із наступним *n
Сполуки *pn, *bn, *tn, *dn і *kn переходили в *n, *skn надалі спрощувалося в *sn:
- Сполука *pn:
  - пра-і.є. *sŭpnŏs > прасл. *sъpnъ > староцерк.-слов. сънъ, укр. сон, рос. сон, болг. сън, серб. са̏н, словен. sǝ̀n, пол. sen;
  - пра-і.є. *tŏp- > прасл. *topnǫti > староцерк.-слов. тонѫти, укр. тону́ти, біл. тану́ць, рос. тону́ть, болг. тъна, словен. tonút', пол. tonąć.
- Сполука *bn:
  - пра-і.є. *dʰŭbnom > прасл. *dъbno > староцерк.-слов. дъно, укр. дно, рос. дно, болг. дъ́но, чеськ. dno;
  - пра-і.є. *gūbʰ- > прасл. *gybnǫti > староцерк.-слов. гыбнѫти, укр. гинути, серб. ги̏нути, болг. ги́на, чеськ. hynouti, пол. ginąć, але рос. гибнуть.
- Сполука *tn:
  - пра-і.є. *krṇtn- > прасл. *krętnǫti > староцерк.-слов. крѧнѫти, рос. кря́нуть («ворушитися»).
- Сполука *dn:
  - пра-і.є. *u̯ednom > прасл. *vědno > староцерк.-слов. вѣно, укр. вíно, рос. ве́но, пол. wiano, чеськ. věno;
  - пра-і.є. *(s)ŭendʰ- > прасл. *vędnǫti > староцерк.-слов. оувѩждати, укр. в'янути, рос. вя́нуть, болг. вя́на, але рос. увядать, пол. więdnąć, чеськ. vadnouti;
  - пра-і.є. *rādnŏ > прасл. *radno > староцерк.-слов. рано, укр. ранок, рос. рано, пол. rano, чеськ. ráno.
- Сполука *kn / *skn:
  - пра-і.є. *lek- > прасл. *lok(s)no > староцерк.-слов. лоно, укр. ло́но, біл. ло́на, чеськ. lůnо, пол. ɫоnо;
  - пра-і.є. *louk- > прасл. *louk(s)nā > староцерк.-слов. луна, укр. луна́, рос. луна́, пол. ɫuna;
  - пра-і.є. *bʰlĭĝ-sk- > прасл. *blьsknǫti > староцерк.-слов. бльснѫти, укр. блиснути, але укр. блиск;
  - прасл. *plesknǫti (звуконаслідувальне) > староцерк.-слов. плеснѫти, укр. плеснути, але укр. плескати.

### Групи приголосних із наступним *m
Групи *bm, *dm і *tm переходили в *m:
- Сполука *dm:
  - пра-і.є. *ūdʰmen- > прасл. *u̯ydmę[1] > староцерк.-слов. вымѩ, укр. ви́м'я, рос. вы́мя, болг. ви́ме, чеськ. výmě, пол. wymię, але рос. у́дить «визрівати»;
  - пра-і.є. *plĕdmen- > прасл. *pledmę[1] > староцерк.-слов. племѩ, укр. пле́м'я, рос. пле́мя, болг. пле́ме, словен. pléme, чеськ. plémě, пол. plemię, але укр. плід;
  - пра-і.є. *dōdmĭ > прасл. *dadmь  > староцерк.-слов. дамь, укр. дам, рос. дам, чеськ. dám, пол. dam, але укр. даду́ть;
  - пра-і.є. *u̯īdmĭ > прасл. *vědmь > староцерк.-слов. вѣмь, укр. розповім, але укр. розповідять;
  - пра-і.є. *īdmĭ (пор. лат. edo) > прасл. *i̯ědmь > староцерк.-слов. ѩмь, укр. їм, рос. ем, болг. ям, чеськ. jím, пол. jem, але укр. їдять.
- Сполука *tm:
  - пра-і.є. *ok̂tm- > прасл. *ostmь > староцерк.-слов. осмь, укр. вісім, рос. восемь, болг. о́съм, чеськ. osm, пол. ośm. У числівнику *sedmь це *d утримувалося тому, що воно було довгим, а довгим було тому, що з ним раніше злився *b: пра-і.є. *sĕbdŏmŏs > прасл. *sebdmь > староцерк.-слов. седмь, укр. сім;
  - пра-і.є. *u̯ertmen- > прасл. *vermę[1] > староцерк.-слов. врѣмѩ, укр. вере́м'я[2], рос. вре́мя, болг. вре́ме, словен. vréme, але укр. вертіти;

### Сполука *bv
Прогресивну асиміляцію спостережено досить рідко, і єдиним її вірогідним прикладом є уподібнення [v] до попереднього [b], тобто відбувся перехід прасл. *bv > *v. Наприклад:
- пра-і.є. *u̯elk- «волочити» > прасл. *ob-volko > староцерк.-слов. облакъ, укр. о́боло́к, рос. о́блако (зі старослов.), о́болоко, біл. во́блака, болг. облак, хорв. oblak, словен. oblȃk, але укр. волокти́;
- пра-і.є. *u̯or- («огорожа», «вориння») > прасл. *ob-vora > староцерк.-слов. оборъ, укр. обо́ра, рос. обо́ра болг. обо́р, словен. obòr, чеськ. obora;
- пра-і.є. *u̯old- «волость» > прасл. *ob-volstь > староцерк.-слов. область > укр. о́бласть, рос. о́бласть, біл. во́бласць, чеськ. oblast, але укр. во́лость.
- пра-і.є. *u̯ei̯t- «проживати» > прасл. *ob-vitati > староцерк.-слов. обитати > укр. оби́тель, рос. обита́ть, біл. абіта́ць, мак. обител, але укр. вита́ти;
- пра-і.є. *u̯erĝʰ- + *anĝʰ- «в'язати» > прасл. *vęz- > *ob-vęzati > староцерк.-слов. обѧзати > рос. обяза́ть, але укр. в'яза́ти, зобов'я́зувати.

### Групи приголосних із наступним *l
Ця фонетична зміна відбувалася вже в період сильної діалектної розрібненості праслов'янської мови, тому вона відбилася не у всіх слов'янських діалектах. У західнослов'янських мовах сполучення *tl і *dl зберігалися: *metlъ > пол. miotł; *padlъ > пол. padł; *šidlo > пол. szydło, чеськ. šidlo; *gъr̥dlo > пол. gardło, чеськ. hrdlo; *mydlo > пол. mydło, чеськ. mydlo.
У східнослов'янських і південнослов'янських мовах *tl і *dl переходили в *l. Наприклад, *metlъ > укр. мів, рос. мёл, болг. мел, серб. мео/meo; *šidlo > укр., рос., болг. і серб. шило; *gъr̥dlo > укр. і рос. горло, болг. гърло, серб. грло/grlo; *mydlo > укр. мило, рос. мыло.
Сполучення tl і dl існують також у сучасних східнослов'янських і південнослов'янських мовах. Вони трапляються на місці давніх *tьl і *dьl (укр. мітла < *metьla, укр. свердло < *svьr̥dьlo), а також у запозиченнях зі західнослов'янських мов (укр. вагадло < пол. wahadło, укр. ковадло < пол. kowadło, укр. і рос. повидло < пол. powidło, укр. простирадло < пол. prześcieradɫo).